# Ylilommol
Ylilommol är en sjö i Finland. Den ligger i kommunen Kittilä i landskapet Lappland, i den norra delen av landet, 900 km norr om huvudstaden Helsingfors. Ylilommol ligger 247,1 meter över havet. Arean är 21,4 hektar och strandlinjen är 2,73 kilometer lång. Sjön  ingår i Kemi älvs huvudavrinningsområde. 